# Марь сизая
Марь сизая (лат. Oxýbasis gláuca, Chenopódium gláucum) — однолетнее сорное травянистое растение, вид рода Оксибазис (Oxybasis), выделенного из рода Марь (Chenopodium) семейства Амарантовые (Amaranthaceae).

## Ареал
Вид широко распространённый по всему северному полушарию, включая Африку и Северную Америку, встречается в Австралии.
В природных условиях произрастает по сырым местам, на берегах водоёмов и на солончаках, вблизи жилья человека — на мусорных местах и огородах.

## Ботаническое описание
Растение с простёртым, приподнимающимся или прямым, часто ветвистым, стеблем высотой до 75 см. Листья очередные, на черешках, вытянутые, у основания клиновидные, с желтовато-зелёной средней жилкой. На нижней стороне листовой пластинки имеется беловато-мучнистый налёт, верхняя сторона чистая, гладкая, зелёного цвета.

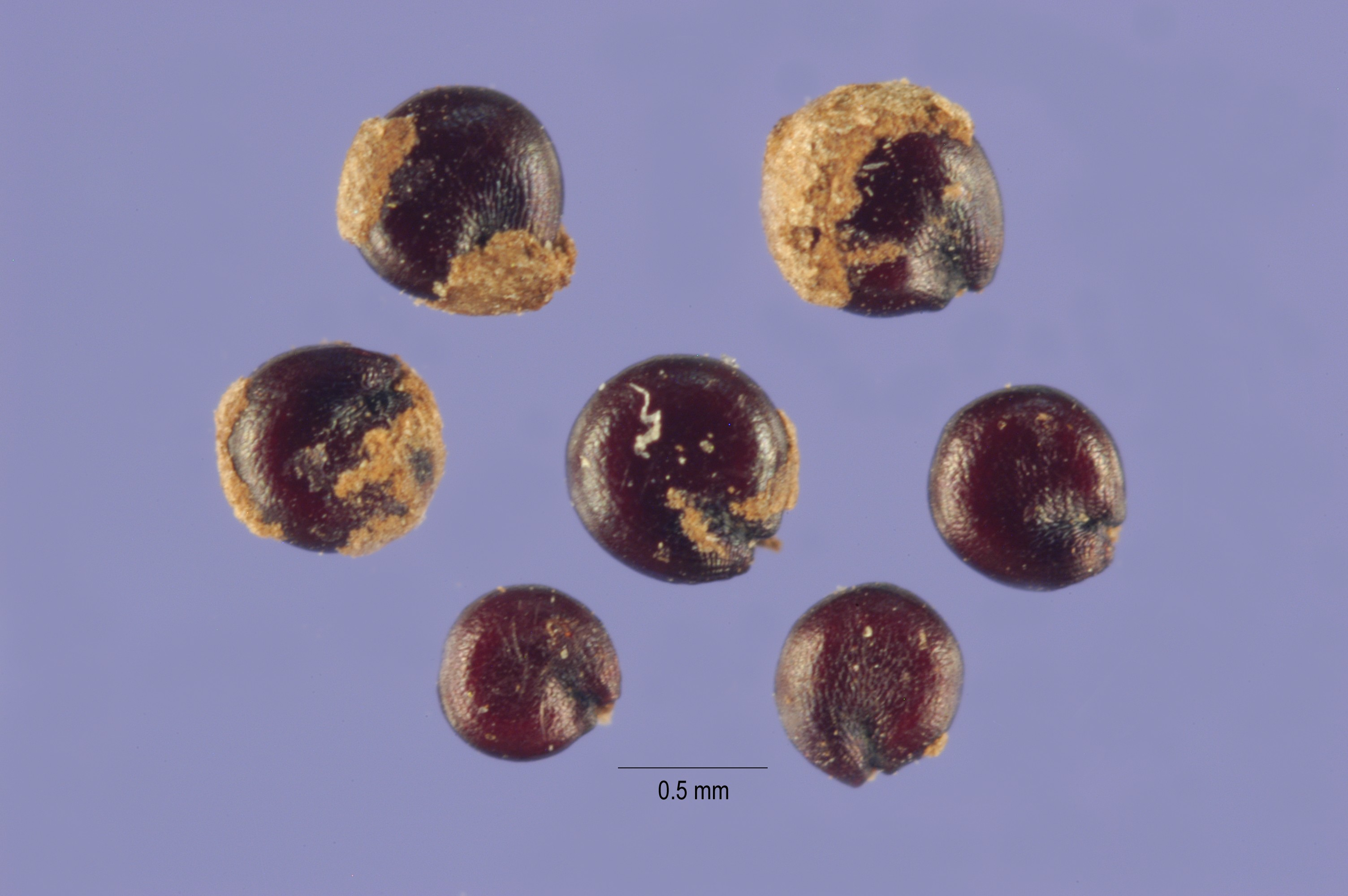
Семена

Цветки обоеполые с голыми околоцветниками, собраны в короткие плотные колосовидные соцветия. Цветение продолжается с июля по сентябрь.
Семена округлые, 0,5—0,7 мм в диаметре, с глянцевой поверхностью тёмно-бурого цвета, покрытые плёнчатым легко отделяющимся перикарпием. На одном растении в августе-сентябре вызревает до 3000 семян.
В местах совместного произрастания с марью красной (Chenopodium rubrum) образует гибрид Chenopodium ×schulzeanum обликом схожий с марью красной, но с характерной средней жилкой и мучнистым налётом на нижней стороне листьев.

## Химический состав
В семенах содержится 9—13 % жира, семена дают слабо застывающее бурое масло с иодным числом 139,56. В листьях в фазе цветения содержится (на сухой вес) 60 мг % аскорбиновой кислоты.

## Хозяйственное значение
Вегетативные части растения поедаются многими видами домашнего скота, в том числе верблюдами.